# Bahnstrecke Tschagguns–Partenen
| Strecke                                                                                  |          | Montafonerbahn von Bludenz                                                  | Montafonerbahn von Bludenz                                                  |
| Abzweig geradeaus und von links · Abzweig geradeaus und ehemals nach rechts              | ~11,5    |                                                                             |                                                                             |
| Abzweig geradeaus und nach links · Abzweig geradeaus und ehemals von rechts              |          |                                                                             |                                                                             |
| Strecke unter Wasserlauf Streckenanfang und Streckenende · Brücke über Wasserlauf        |          | Litz                                                                        | Litz                                                                        |
| Strecke · Haltepunkt / Haltestelle                                                       | 11,75    | Tschagguns                                                                  | Tschagguns                                                                  |
| Strecke · Strecke nach links                                                             |          | Montafonerbahn nach Schruns                                                 | Montafonerbahn nach Schruns                                                 |
|                                                                                          |          |                                                                             |                                                                             |
| Betriebs-/Güterbahnhof Streckenende · Kopfbahnhof Streckenanfang (Strecke außer Betrieb) | ~12,00,0 | Umladestelle Normalspur-Schmalspur (bis 2001 Güterverladestelle Tschagguns) | Umladestelle Normalspur-Schmalspur (bis 2001 Güterverladestelle Tschagguns) |
|                                                                                          |          |                                                                             |                                                                             |
| Brücke über Wasserlauf (Strecke außer Betrieb)                                           |          | Ill                                                                         | Ill                                                                         |
| Haltepunkt / Haltestelle (Strecke außer Betrieb)                                         |          | Landbrücke                                                                  | Landbrücke                                                                  |
| Brücke über Wasserlauf (Strecke außer Betrieb)                                           |          | Ill                                                                         | Ill                                                                         |
| Brücke (Strecke außer Betrieb)                                                           |          | Gargellener Straße (L 192)                                                  | Gargellener Straße (L 192)                                                  |
| Haltepunkt / Haltestelle (Strecke außer Betrieb)                                         |          | Montafoner Hüsle                                                            | Montafoner Hüsle                                                            |
| Haltepunkt / Haltestelle (Strecke außer Betrieb)                                         |          | Galgenuel                                                                   | Galgenuel                                                                   |
| Bahnübergang (Strecke außer Betrieb)                                                     |          | Gargellener Straße (L 192)                                                  | Gargellener Straße (L 192)                                                  |
| Haltepunkt / Haltestelle (Strecke außer Betrieb)                                         |          | St. Gallenkirch                                                             | St. Gallenkirch                                                             |
| Haltepunkt / Haltestelle (Strecke außer Betrieb)                                         |          | Gortipohl                                                                   | Gortipohl                                                                   |
| Brücke über Wasserlauf (Strecke außer Betrieb)                                           |          | Ill                                                                         | Ill                                                                         |
| Haltepunkt / Haltestelle (Strecke außer Betrieb)                                         |          | Gaschurn                                                                    | Gaschurn                                                                    |
| Brücke über Wasserlauf (Strecke außer Betrieb)                                           |          | Ill                                                                         | Ill                                                                         |
| Kopfbahnhof Streckenende (Strecke außer Betrieb)                                         | ~18,0    | Parthenen                                                                   | 1030 m                                                                      |

| Betriebs-/Güterbahnhof Streckenanfang (Strecke außer Betrieb)       | 0,000 | Talstation Partenen   | 1030 m    |
| Dienststation / Betriebs- oder Güterbahnhof (Strecke außer Betrieb) | 0,727 | Ausweiche             | Ausweiche |
| Betriebs-/Güterbahnhof Streckenende (Strecke außer Betrieb)         | 1,453 | Bergstation Trominier | 1730 m    |

| Betriebs-/Güterbahnhof Streckenanfang (Strecke außer Betrieb) | 0,000 | Bergstation Trominier      | 1730 m                     |
| Tunnel (Strecke außer Betrieb)                                |       | Haupt-Stollen (950 m lang) | Haupt-Stollen (950 m lang) |
| Tunnel (Strecke außer Betrieb)                                |       | Breitfieler-Stollen        | Breitfieler-Stollen        |
| Tunnel (Strecke außer Betrieb)                                |       | Nasen-Stollen              | Nasen-Stollen              |
| Tunnel (Strecke außer Betrieb)                                |       | S-Stollen                  | S-Stollen                  |
| Tunnel (Strecke außer Betrieb)                                |       | Kopf-Stollen               | Kopf-Stollen               |
| Betriebs-/Güterbahnhof Streckenende (Strecke außer Betrieb)   | 2,630 | Vermunt                    | 1731 m                     |

Die Bahnstrecke Tschagguns–Partenen (damalige Schreibweise Parthenen) wurde von der Illwerke AG für den Bau des Vermuntwerks als nicht öffentliche Schmalspurbahn errichtet. Die Bahn verband von 1927 bis 1961 die Montafonerbahn mit dem oberen Montafon und wurde zeitweise auch für öffentlichen Personenverkehr genutzt. Betrieblich eng verbunden war sie mit dem Schrägaufzug Partenen–Trominier und der von 1929 bis 1930 erbauten Höhenbahn Trominier–Vermunt zum Vermuntsee sowie weiteren Materialbahnen, die für den Kraftwerksbau errichtet wurden.

## Geschichte
In den Jahren 1926/27 errichteten die Vorarlberger Illwerke AG eine ca. 18 km lange, eingleisige Materialbahn mit einer Spurweite von 760 mm von Tschagguns über St. Gallenkirch, Gortipohl und Gaschurn nach Partenen. Auf diesem Abschnitt überwand die Bahn mit Steigungen bis 40 ‰ einen Höhenunterschied von 365 m. Zum Umladen der Güter von der normalspurigen Montafonerbahn wurde eine etwa 500 m lange Anschlussbahn angelegt, die kurz vor der Haltestelle Tschagguns abzweigte. Der Umladebahnhof verfügte unter anderem über eine Rollwagengrube und einen schweren Bockkran.
In Partenen war die Bahn direkt mit einem Schrägaufzug verknüpft, der auf einer Länge von 1453 m einen Höhenunterschied von 700 m überwand. Oben angekommen schloss eine weitere, 2,6 km lange Materialbahn an. Sie hatte ebenfalls eine Spurweite von 760 mm und führte durch mehrere Tunnels und Lawinenverbauungen. Dieses Materialbahn-System wurde für den Bau des Kraftwerks Vermunt (erbaut 1926 bis 1930) errichtet.
Die Materialbahn nach Partenen sollte nach der Fertigstellung des Kraftwerks als öffentliche Eisenbahn weiter genutzt werden. Als es Anfang 1931 so weit war, wurde jedoch angeordnet, dass mit der Bahn nur dann Personen transportiert werden dürfen, wenn die Autobusse nicht verkehren konnten. Von 1938 bis 1943 fanden auf dem Materialbahnsystem weitere umfangreiche Transporte statt, denn nach dem Anschluss Österreichs wurde mit dem Ausbau der Kraftwerksanlage begonnen. Für die Errichtung des Silvretta-Stausees wurde ein weiterer Schrägaufzug und eine anschließende Bahn bis zur Bielerhöhe errichtet. Die Bauarbeiten wurden auch unter Einsatz von Zwangsarbeitern durchgeführt.
Nach dem Zweiten Weltkrieg diente die Strecke Tschagguns–Partenen dann auch regelmäßig dem Personenverkehr. Sie wurde sowohl mit Dampfloks als auch mit Dieselloks betrieben. Der planmäßige Fahrbetrieb wurde 1953 eingestellt, für einzelne Sonderfahrten und Schwertransporte wurde die Strecke sporadisch noch bis 1961 betrieben. Anschließend wurde sie stillgelegt und abgebaut. Teile des Oberbaus der Strecke wurden zum Ausbau der Stainzerbahn verwendet. Bereits in den Jahren 1928 bis 1931 hatte die Bahn rund 85.000 Tonnen Material transportiert.
Die Höhenbahn Trominier – Vermunt wurde 1964 stillgelegt und der südliche, sehr Steinschlag und Lawinen ausgesetzte Teil durch den im Juni 1974 angeschlagenen Verschnausastollen ersetzt. Dieser ist die südliche Verlängerung des 950 m langen Hauptstollens und umgeht die freiliegenden, in die Steilwand gelegten Abschnitte der ehemaligen Höhenbahn.

## Nach dem Jahr 2000
Bis 2001 war die ungefähr 500 m lange normalspurige Anschlussbahn zwischen der Abzweigung von der Bahnstrecke Bludenz–Schruns und der ehemaligen Umladestelle in Tschagguns zur gelegentlichen Güteranlieferung für die Illwerke noch in Betrieb. Sie wurde von der Montafonerbahn AG betrieben, die ehemalige Umladestelle diente als Güterbahnhof. Dort stand auch ein Portalkran mit 70 t Tragfähigkeit.
Einige verbliebene Schmalspurgleise in Tschagguns wurden noch dazu genutzt, um das Motorschiff Silvretta im Winter auf einem Schmalspurrollwagen im ehemaligen Lokschuppen abzustellen. Dieses Schiff verkehrte im Sommer auf dem Silvretta-Stausee. Im Jahr 2011 wurde es nach einem Motorschaden außer Betrieb genommen, damit entfiel die Wintereinlagerung des Bootes und damit auch der Daseinszweck der schmalspurigen Gleisanlagen. 
Die letzte noch betriebsfähige Diesellok wurde im Bereich des Tunnels V der Höhenbahn kurzzeitig im Rahmen einer Kunstinstallation aufgestellt und wurde später dem Verein Rheinschauen übergeben, der heute Reste der einstigen Werksbahn der Internationalen Rheinregulierung touristisch betreibt. Im April 2013 wurden die Anlagen der Schmalspurbahn in Tschagguns entfernt, ebenso Lokschuppen und Umladekran. Die restlichen Schmalspurwagen gingen an gewerbliche und private Interessenten.
Die Strecke Tschagguns–Partenen selbst dient heute großteils als Bahntrassenradweg. Bei Gaschurn wird ein Teilstück als Umgehungsstraße im Zuge der Silvrettastraße (B 188) benutzt. Neben dem Trassenplanum selbst sind zahlreiche weitere Relikte erhalten geblieben, so beispielsweise mehrere Brücken. Anstelle der Standseilbahn verkehrt heute die Vermuntbahn, eine Luftseilbahn (die auch für den Materialtransport konzipiert ist), außerdem ist die Wartungstreppe (als Attraktion Europatreppe 4000) erhalten. 
Durch Hauptstollen und Verschnausastollen verläuft heute eine vor Steinschlag und Lawinen sichere Wartungsstraße, auf der auch der winterliche Shuttlebusverkehr für das Skigebiet Bielerhöhe abgewickelt wird. Im Sommer dient sie auch als Rad- und Wanderweg, jetzt Höhenweg genannt. Der Wasser-Erlebnisstollen Vermunt dient als Schaustollen und im Verschnausastollen befindet sich eine Ausstellung.

## Projekte
Mehrfach gab es Überlegungen, die Montafonerbahn unter Nutzung der alten Schmalspurtrasse bis Partenen zu verlängern. Dies wurde z. B. in den 1980er-Jahren diskutiert und 2015 erneut mit Ziel St. Gallenkirch aufgegriffen. Im Juli 2019 wurde im Rahmen einer Pressefahrt das Projekt eines Tram-Trains bis Gaschurn vorgestellt. Eine bahnskeptische Bürgerliste aus Schruns dokumentiere im Jahr 2020 Planungsunterlagen und Medienberichte.
| - Reste des Schrägaufzugs am Ausgangspunkt in Partenen: Europatreppe 4000, darüber die neue Luftseilbahn | - Der neue Höhenweg auf der alten Bahntrasse am vermuntseitigen Portal des Vermuntstollens; 180° Panorama |